# Gellert-Preis
Der Gellert-Preis ist ein Kunstpreis für Werke der bildenden Kunst, Literatur und Musik, gestiftet durch den Landkreis Nordsachsen und die Sparkasse Leipzig. Der Preis erinnert an den Fabeldichter und Aufklärer Christian Fürchtegott Gellert und leistet seit 1999 einen Beitrag zur Förderung der Künste im Mitteldeutschen Raum. Er ist mit 5.000 Euro dotiert. Mit ihm werden Künstler, die ihren Wohnsitz oder ihre künstlerische Wirkungsstätte in Mitteldeutschland haben, für aktuelle und herausragende künstlerische Leistungen ausgezeichnet.
Über die Vergabe des Gellert-Preises entscheidet eine Fachjury im Auftrage der Stifter.

## Preisträger
- 1999: Christine Ebersbach, Bildende Künstlerin, Wurzen
- 2000: Gunter Preuß, Schriftsteller, Schkeuditz
- 2001: Erwin Stache, Komponist und Klangkünstler, Beucha
- 2002: Hans-Peter Hund, Bildender Künstler, Wurzen
- 2003: Walter Fellmann, Schriftsteller, Taucha
- 2004: Thomas Fellow, Musiker, Taucha
- 2005: Norbert Hornig, Maler und Grafiker, Bad Düben
- 2006: Jörg Jacob, Schriftsteller, Höfgen
- 2007: Wolfgang Heisig, Musiker, Leisnig
- 2008: Karl-Heinz Schmidt, Maler, Gerichshain
- 2009: Erhardt Rutz, Schriftsteller, Bad Düben
- 2010: Reinhard Seehafer, Dirigent und Komponist, Magdeburg
- 2011: Volker Pohlenz, Maler, Wöllnau
- 2012: Susan Hastings, Schriftstellerin, Leipzig
- 2013: Sebastian Krumbiegel, Musiker, Leipzig
- 2014: Reinhard Minkewitz, Maler, Leipzig
- 2015: Hans-Joachim Böttcher, Autor, Bad Düben
- 2016: Elvira Dreßen, Musikerin, Melpitz
- 2017: Torsten Freche, Bildender Künstler, Polbitz
- 2018: Peter Gosse, Lyriker, Leipzig
- 2019: Lukas Rietzschel, Schriftsteller, Görlitz
- 2020 Jeanette und Reinhard Rössler, Druckgrafiker, Hohenossig
- 2021 Verein raum4 – Netzwerk für künstlerische Alltagsbewältigung (LANDschafftTHEATER), Bad Düben
- 2022 Cathrin Moeller, Schriftstellerin, Delitzsch
- 2023 Andreas Boyde, Pianist, Oschatz / London

## Anerkennungspreis
- 2003: Manfred Müller, Schriftsteller, Grimma
- 2004: Judith Rössler, Musikerin, Hohenossig
- 2005: Judith Ostermeyer, Bildende Künstlerin, Großpösna
- 2011: Mark Fromm, Bildender Künstler, Halle